# Хедли, Эдвин
Эдвин П. Хедли (англ. Edwin P. Hedley; 23 июля 1864, Филадельфия, Пенсильвания — 22 мая 1947, Филадельфия, Пенсильвания) — американский гребец, чемпион летних Олимпийских игр 1900.
На Играх Хедли участвовал только в соревнованиях восьмёрок. Его команда стала первой в полуфинале и финале, выиграв золотые медали.